# Nou Contracte Social
Nou Contracte Social (neerlandès: Nieuw Sociaal Contract; NSC) és un partit polític dels Països Baixos creat i dirigit per Pieter Omtzigt. El partit pretén centrar-se en els seus principals temes de bon govern i benestar social.

## Història
A principis de 2021, Omtzigt va escriure el manifest Un nou contracte social, amb idees per a la Crida Demòcrata Cristiana (CDA), el partit pel qual va servir a la Cambra de Representants en aquell moment. Després d'un conflicte intern amb el seu partit pel nomenament de Wopke Hoekstra com a nou líder i la nota Posició Omtzigt, funcionar en un altre lloc que es va filtrar durant la formació del gabinet 2021-2022, es va separar de la CDA el juny de 2021 i va continuar com a una facció unipersonal el setembre d'aquell any. Després de l'anunci de les eleccions generals holandeses de 2023 després de la caiguda del quart gabinet Rutte, Omtzigt va fundar el NSC el 19 d'agost de 2023. El seu manifest del 2021 ha servit de base per a les posicions del nou partit.
El destacat membre de la CDA Eddy van Hijum es va convertir en president del comitè que redactaria el manifest del partit abans de les eleccions. L'antic aspirant pel VVD Onno Aerden va ser presentat com a portaveu del partit el 12 de setembre de 2023, però va renunciar unes hores més tard quan va ressorgir un tuit en el qual s'havia referit al Moviment Ciutadà-Agricultor (BBB) com un tumor que destrueix la fràgil democràcia des de dins. El 2 d'octubre, NSC va anunciar la dimissió del seu cofundador i president inaugural Hein Pieper, després de la revelació d'una denúncia passada d'abús de poder.
Fins al 28 d'agost de 2023, el partit va oferir a les persones que recolzaven els seus principis l'oportunitat de sol·licitar ser candidat a la Cambra de Representants. Més tard es va anunciar que s'havien inscrit uns 2.400 candidats. NSC va presentar una llista de 44 candidats el 26 de setembre de 2023. Inclou diversos antics membres del parlament, com Nicolien van Vroonhoven-Kok, Eddy van Hijum, Wytske Postma, i Folkert Idsinga, així com persones sense experiència política, com ara un jutge, un expert en pensions, un fiscal, un antic ambaixador, un microbiòleg/columnista, un director d'una corporació d'habitatge, funcionaris i empresaris.
El 2 de juliol de 2024 Dick Schoof aconseguí ser nomenat primer ministre amb un govern de coalició del Partit per la Llibertat (PVV) amb el Partit Popular per la Llibertat i la Democràcia (VVD), el centrista NSC i el Moviment Ciutadans-Pagesos (BBB).

## Ideologia i posicions
NSC ha estat descrit com anti-establishment, cristianodemòcrata i proper a la filosofia comunitària. L'article 2 dels estatuts del partit parla de responsabilitat personal, família i comunitats i propietat privada distribuïda com a principis fundacionals, mentre que un programa addicional esmenta nocions com el personalisme, l'ètica de la virtut i l'economia social de mercat. El partit també critica el neoliberalisme i creu que les tendències neoliberals de l'economia holandesa s'han de frenar.
El bon govern i la seguretat social són les principals preocupacions del partit. Les polítiques de bon govern inclouen l'establiment d'un tribunal constitucional i un sistema electoral regional similar al de Suècia. Pel que fa a la seguretat social, el partit proposa revisar el salari mínim per ajudar les persones amb ingressos baixos.
Si bé el NSC ha estat comparat amb l'aliança d'esquerres GroenLinks - PvdA en termes socials, el partit té una actitud més conservadora cap a la immigració. Omtzigt va proposar un sistema de dos estatus que aplicaria diferents criteris d'admissió als sol·licitants d'asil i als migrants econòmics. També ha afirmat que la xifra actual de 100.000 immigrants a l'any és massa alta, i el partit pretén limitar la migració neta a no més de 50.000.
Pel que fa a la Unió Europea, aspira a continuar una cooperació intensa. La idea és que treballant junts, els Països Baixos aconsegueixin un millor control dels problemes transfronterers com ara la migració, les emissions de CO2 i el poder de la gran tecnologia. No obstant això, també veu la necessitat de reforçar la legitimitat democràtica de la legislació europea. Segons el manifest, la presa de decisions europees ha de ser més transparent i centrar-se més en el compliment dels principis de subsidiarietat i proporcionalitat. Al final, Omtzigt promet una posició ferma dels Països Baixos a Europa, sense transferències de pressupostos i poders que erosionin la sobirania nacional i el control democràtic.
Quan se li va preguntar amb quins partits polítics NSC no estaria disposat a treballar en un futur govern de coalició, el líder del partit Omtzigt va excloure el Fòrum per la Democràcia (FvD) i el Partit per la Llibertat (PVV). No obstant això, va afegit que si aquests partits criden l'atenció a temes vàlids, com ara qüestions migratòries i l'anomenat "carrusel de l'ocupació" de la funció pública superior holandesa, s'han de prendre seriosament.

## Electorat
Segons I&O Research, el partit atrau votants de tot l'espectre polític, inclosos el Partit Socialista, JA21, BBB i el PVV. Les enquestes de finals d'agost de 2023 van mostrar que era el partit més popular, amb un 40% del seu electorat procedent de BBB, la qual cosa va reduir la quota de vot d'aquest en més d'un terç.

## Resultats electorals

### Cambra dels Representants
| Any  |                | Vots      | %          | Escons   | +/– | Govern   |
| ---- | -------------- | --------- | ---------- | -------- | --- | -------- |
| 2023 | Pieter Omtzigt | 1,338,408 | 12.85 (#4) | 20 / 150 | Nou | Coalició |

### Parlament Europeu
| Any  | Vots    | %    | Escons | +/- |
| ---- | ------- | ---- | ------ | --- |
| 2024 | 233,275 | 3.75 | 1 / 31 | Nou |